# Joe DiMaggio
Joseph Paul "Joe" DiMaggio, narozen jako Giuseppe Paolo DiMaggio, Jr. (25. listopadu 1914 Martinez, Kalifornie – 8. března 1999 Hollywood, Florida) byl americký baseballový hráč italského původu.
Ještě dnes platí za vzorový příklad hry – nejen silou odpalu, ale i defensivním stylem hry v poli. Do dnešních dnů nikdo nepřekonal jeho sérii 56 po sobě jdoucích zápasů, ve kterých dokázal úspěšně odpálit z roku 1941. "The Yankee Clipper", jak se DiMaggiovi přezdívalo, byl známý svým nezvyklým postojem při odpalu, přičemž jeho kolena byla relativně daleko od sebe, a možná díky kterému se mu podařilo v průběhu jeho kariéry získat 2× "Titul of Batting Champions" (1939 a 1940) a 3× titul MVP (1939, 1941 a 1947). Ve 13 sezónách odpálil celkem 361 homerunů, dosáhl v průměru každý rok 118 bodů a v pálkařském průměru 0.325 (tzn. 32,5 %). Když se v roce 1969 slavilo 100. výročí existence baseballové ligy, byl zvolen největším žijícím hráčem. Vyhrál 9× Světovou sérii MLB (1936–1939, 1941, 1947, 1949–1951).
Joe měl dva bratry – starší Vince i mladší Dom byli také aktivními hráči baseballu: Vince byl hvězdou Národní ligy, Dom působil 11 let v Americké lize u Boston Red Sox.
Joe DiMaggio byl dvakrát ženatý – první manželství s revuální zpěvačkou a herečkou Dorothy Arnold skončilo po 5 letech,a vzešel z něj Joeův jediný syn Joe III. Jeho slabost pro herečky blondýnky pak potvrdil osudový vztah s Marilyn Monroe, která mu nevydařeným manželstvím zlomila srdce, nicméně zůstali přáteli až do konce jejího života. Joe byl dokonce ten, který obstaral vše potřebné kolem jejího pohřbu. Nikdy se už neoženil.

## Mládí
Přišel na svět ve dvoupokojovém domku do rodiny sicilského rybáře a dostal jméno po svém otci v naději, že bude již posledním potomkem. Otci záleželo na tom, aby všech jeho 5 synů pokračovalo v rodinné rybářské tradici, ale u Joea nepochodil. Teprve až po Joeově úspěchu v Pacific Coast Lize, začal na něj otec Giuseppe být pyšný.
Vince DiMaggio přemluvil tým v San Franciscu, aby do posledních třech zápasů sezóny v roce 1932 obsadili jeho bratra Joea do tzv. "short-stop" pozice. Joe sice svými kvalitami ještě neoslnil, ale otevřela se mu cesta do světa baseballu.
Roku 1934 cestou na večeři do domu své sestry si při vystupování z taxíku přetrhl kolenní vazivo, zdálo se, že na čas je jeho baseballová kariéra u konce, on ale přesto druhý den vyběhl na hřiště a odpálil homerun, nicméně toto a jiná zranění ho provázela celý život.

## New York Yankees
Baseballový klub San Francisca rozpoznal hodnotu Joeových schopností a snažil se jej prodat jinému týmu. Ačkoliv v USA řádila hospodářská krize, klub očekával minimálně tehdy neslýchaných 100 000 amerických dolarů, ale Chicago Cubs ve vidině Joeova nedávného zranění a nákladů na léčbu odmítl.
Jako na zavolanou přišla nabídka z jiného klubu – New York Yankees. Klub po odchodu Babe Rutha procházel krizí a 4 roky po sobě nevyhrál Světovou sérii. Vše se ale změnilo příchodem Joe DiMaggia v roce 1936, který Yankees v následujících 13 sezónách dovedl k devíti titulům. Nejlepší období zažil mezi 15. květnem a 16. červencem 1941, kdy v 56 zápasech v řadě úspěšně odpálil – tento rekord doposud nikdo nepřekonal.

## 2. světová válka
Druhá světová válka na čas pozastavila Joeovu kariéru a vzala mu zřejmě jeho nejlepší roky, narukovat musel v 28 letech k USAAF. I tak měl ale štěstí, na rozdíl od ostatních profesionálních sportovců, kteří byli nasazeni přímo v boji, měl Joe na starost fyzickou a kondiční připravenost vojáků, večeřel s generály a alespoň poloprofesionálně hrál baseball za armádní týmy. Navíc ani nemusel opustit Ameriku – nejdříve byl v Santa Aně (Kalifornie), později v Atlantic City, jen na čas byl povolán na Havaj.
Po útoku na Pearl Harbor byli rodiče Joea zařazeni mezi „nepřátelské cizince“, vzhledem k jejich italskému občanství, a i přes ohromnou popularitu jejich tří synů se museli zavázat, že bez osobních dokumentů se bez povolení nesmí vzdálit na více než 5 mil od svého bydliště a rybářská loď DiMaggia Sr. byla zkonfiskována.[zdroj⁠?!]

## Konec kariéry
7. února 1949 podepsal Joe nejlukrativnější smlouvu svého života jako profesionální sportovec – 100 000 $ (70 000 fixní plat, zbytek prémie) za sezónu. Platil již za nejlepšího baseballistu všech dob, u Američanů byl velice oblíbený. Bohužel jej trápila zranění a jejich následky, jen běh mu činil obrovské potíže a způsoboval bolesti, tušil, že na své úspěchy z minulých let již nenaváže a i přes nabídky jiných klubů a nabídku Yankees, že mu prodlouží smlouvu, oznámil 11. prosince 1951 konec své kariéry. "Nechtěl jsem, aby lidé viděli, jak se mi už nedaří", komentoval později své rozhodnutí. Překvapivé pak vzápětí bylo, že v roce 1955 až napotřetí získal své místo v Baseballové síni slávy, ačkoliv s takovou mírou popularity a úspěchů se čekalo, že to vyjde hned napoprvé.

## Soukromý život
Joe DiMaggio byl v očích veřejnosti skromným elegánem a sympaťákem, který i přes ohromný zájem médií vždy dokázal držet pod pokličkou své soukromí. Nikdy nekomentoval svá soukromá rozhodnutí, nepodával veřejná prohlášení, nepořádal tiskové konference, kde by zdůvodňoval své rozvody apod. Byl považován za milého obra, který se věnoval až do konce života nejen sportu (měl vlastní TV pořad, působil jako komentátor a velmi se angažoval v charitě).
V roce 1937 poznal herečku Dorothy Arnold. Po dvou letech známosti se 19. listopadu 1939 v San Franciscu vzali za účasti mnoha gratulantů a obdivovatelů, kteří úplně zablokovali dopravu. 23. října 1941 se jim narodil syn, Joe (Joseph) III. Již krátce po narození syna se začalo manželství rozpadat. Dorothy to komentovala: "Koupili jsme si velký dům, a on v něm vůbec nebyl." 12. května 1944 se rozvedli. Trvalo ale dlouho než se Joe odhodlal k novému vztahu.
Roku 1952 byl pozván do hollywoodských filmových studií, kde se setkal s tehdy rychle stoupající hvězdou Marilyn Monroe. Po 18 měsících se 14. ledna 1954 opět za asistence médií a stovek svědků vzali v San Franciscu. Už od počátku bylo ale jasné, že manželství nemůže mít dlouhého trvání, ačkoliv vztah mezi nimi fungoval až do předčasné smrti Marilyn. Joe byl Ital, jeho kariéra byla u konce, chtěl se usadit a nesnášel pozlátko a smetánku Hollywoodu. Naopak Marilyn stála na začátku své závratné kariéry a toužila hrát. Už při svatební cestě do Japonska a Koreje, kde Marilyn navštívila vojáky, se projevily první neshody. Podle svědectví pár známých se Joe několikrát uchýlil k fyzickému násilí. Poslední kapkou pro něj byla účast na natáčení "větrákové scény" ve filmu Slaměný vdovec v roce 1955, kde se stal svědkem, jak několik desítek fotografů zaměřuje své objektivy na bělostné kalhotky jeho ženy. Manželství trvalo 274 dní, Marilynin advokát jako důvod rozpadu manželství uvedl "konflikt kariér".
Joe nicméně dál sledoval Marilyn zpovzdálí a do jejího života vstoupil znova v roce 1961, kdy se rozvedla s dramatikem Arthurem Millerem a 7. února byla umístěna na kliniku do pokoje bez oken a dveří pro nejtěžší případy. Nikdo Marilyn nepomohl – jen Joe přispěchal až z Floridy a na klinice pohrozil, že ji rozebere cihlu po cihle, pokud Marilyn nepropustí. Snažil se odvrátit její pád na dno, byl jí oporou. Spekulovalo se o jejich opětovném sňatku plánovaném na 8. srpna 1962. 3 dny předtím však Marilyn za dosud nevyjasněných okolností zemřela. Ten večer, kdy zemřela, ještě telefonicky mluvila s Joem DiMaggiem III, synem Joea, který posléze policii potvrdil, že Marilyn byla v dobrém rozpoložení a vtipkovala.
Podle legendy nechával Joe po celých 20 let posílat 2 růže na její hrob 1× týdně, nikdy se neoženil a neměl potřebu sepsat knihu o vztahu s MM ani se jinak vyjadřovat k jejich společnému životu.
V roce 1998 byla u Joe DiMaggia zjištěna rakovina plic, musel se podrobit operaci a nemocnici prakticky už neopustil do své smrti. Podle rodiny bylo jeho posledními slovy: „Konečně zase uvidím Marilyn.“ Zemřel 8. března 1999.